# Eritreakrieg (1886–1889)
Der Begriff Eritreakrieg (1886–1889) oder auch Italienisch-Äthiopischer Krieg bezeichnet eine Reihe von ohne Kriegserklärung durchgeführten militärischen Aktionen des Königreichs Italien gegen das Kaiserreich Abessinien (Gebiet der heutigen Staaten Äthiopien und Eritrea), die zur Eroberung des Gebietes führten, welches dem heutigen Eritrea entspricht. Dieser Krieg gilt als der erste italienische Kolonialkrieg. Der Konflikt endete mit einem Freundschaftsvertrag, der die Grenze zwischen Äthiopien und dem italienischen Eritrea abgrenzte, aber Klauseln enthielt, deren unterschiedliche Interpretationen zu einem weiteren italienisch-äthiopischen Krieg führten.
Als sich der Aufstand der Mahdisten im Sudan über die Grenze ausbreitete, sah sich Äthiopien mit einem Zwei-Fronten-Krieg konfrontiert. Auch Kaiser Yohannes IV. sah sich mit dem inneren Widerstand seiner mächtigen Vasallen konfrontiert. König Menelik von Shewa unterzeichnete im Oktober 1887 sogar einen Neutralitätsvertrag mit Italien.
Während es allgemeine Übereinstimmung darüber gibt, dass der Krieg im Januar 1887 begann, sind sich die Historiker uneins darüber, wann er endete. Einige beschränken den Krieg auf 1887, andere dehnen ihn bis zum Vertrag von Uccialli (Wuchale) 1889 aus, und andere kombinieren ihn mit dem italienisch-äthiopischen Krieg von 1895–96 und behandeln einen einzigen Konflikt als von 1887 bis 1896 auftretend. Auch die Benennung des Konflikts variiert. Er kann als Erster Italo-Äthiopischer Krieg und der Krieg von 1895–96 als Zweiter Italo-Äthiopischer Krieg bezeichnet werden, ansonsten kann er nur anhand des Datums identifiziert werden. Teilweise wird jedoch auch der Italienisch-Äthiopischer Krieg (1895–1896) als Erster Italo-Äthiopischer Krieg und der Abessinienkrieg von 1935–1936 als Zweiter Italo-Äthiopischer Krieg bezeichnet.
Die italienische Geschichtsschreibung neigt dazu, alle Kämpfe von 1885 bis 1896 zusammenzufassen. Der ursprüngliche Name für die Kämpfe war Guerra d'Africa (Afrikanischer Krieg), was auf die große Reichweite der frühen italienischen Kolonialambitionen hinweist. Wie der italienische Historiker Giuseppe Finaldi es ausdrückt: „Der Krieg wird Guerra d'Africa genannt, nicht Guerra d'Eritrea oder so etwas“.

## Hintergrund
Die erste italienische Kolonie in der späteren Kolonie Eritrea war die Bucht von Assab, die Giuseppe Sapeto am 15. November 1869 im Namen der Società di Navigazione Rubattino (Rubattino-Schifffahrtsgesellschaft) von den Brüdern Ibrahim und Hassan Ben Ahmed für zunächst 6.000 Maria-Theresien-Taler erworben hatte. Zwei Tage später wurde der Suezkanal eröffnet. Das Geschäft wurde später für 8.350 Taler und mit dem Sultan Abd Allah Sahim als Partei abgeschlossen. Am 11. März 1870 kaufte Sapeto die Bucht von Buia (Buya) von denselben Brüdern und demselben Sultan. Zwischen dem 15. April 1870 und Dezember 1879 blieb Assab jedoch von der Gesellschaft unbenutzt. Die Firma bot sie der italienischen Regierung an, die am 5. Juli 1882 ein Gesetz verabschiedete, das sie zur ersten Kolonie Italiens machte.
Der Ausbruch des mahdistischen Aufstandes veränderte die politische Situation am Horn von Afrika. Ägypten war nicht in der Lage, seine Garnison in Massawa aufrechtzuerhalten, und mit britischer Zustimmung besetzte ein italienisches Sonderkorps für Afrika (Corpo Speciale per l'Africa) unter dem Kommando von Oberst Tancredi Saletta das Gebiet am 5. Februar 1885.

## Feldzüge

### Schlacht bei Dogali
Die italienischen Vorstöße in das Hinterland von Massawa, das von Äthiopien beansprucht wurde, brachten ihre Streitkräfte in Konflikt mit denen Äthiopiens, insbesondere mit denen von Ras Alula Engida, der den Pferdenamen Abba Nega führte und Gouverneur von Mareb Mellash war.
Am 24. und 25. Januar 1887 griff Alula die italienische Festung in Sahati an. In dem darauffolgenden Scharmützel wurden seine Truppen zurückgeschlagen. Am 26. Januar überfiel eine äthiopische Truppe von etwa 15.000 Mann ein italienisches Bataillon, das zur Verstärkung von Sahati geschickt worden war, aus dem Hinterhalt und vernichtete es bei Dogali, 10 Meilen (16 km) westlich von Massawa, fast vollständig. Die Schlacht von Dogali erwies sich als eine der wichtigsten in der Geschichte des modernen Äthiopiens[16]. Die Reaktion in Italien erfolgte sofort. Das italienische Parlament beschloss 5.000.000 Lire für die Verstärkung von  Truppen. Eine italienische Truppe wurde zur Garnison im Landesinneren entsandt, während Yohannes IV. seine Truppen zurückzog, um eine Konfrontation zu vermeiden. Die italienischen Truppen wurden im März 1887 von Krankheiten heimgesucht und abgezogen, wodurch die erste Phase des Krieges beendet war.
Nach seinem Sieg blieb Alula in Bezug auf die Gefangenen mit den Italienern in Kontakt. Außerdem unterwarf er Massawa einer landseitigen Blockade, um den Handel mit dem Hinterland vollständig abzuschneiden. Dies verärgerte die örtlichen muslimischen Händler, deren Sympathien sich auf die Seite der Italiener verlagerte.
Bei seinem Angriff auf Sahati hatte Alula ganz aus eigener Initiative gehandelt. Yohannes IV. war während der Schlacht von Dogali in Makelle. Als Alula um die Erlaubnis bat, die Italiener aus Massawa zu vertreiben, soll der Kaiser ihn gegeißelt haben, weil er ohne Erlaubnis Krieg führte: „Wer hat dir die Erlaubnis gegeben, dort Krieg zu führen? Diese Soldaten gehören nicht dir, sondern mir; ich werde dir die Hand abschlagen“" Ende März rief Yohannes Alula nach Makelle, wo er sich versöhnlicher zeigte. Er versprach Ras Alula Verstärkung gegen jeden italienischen Gegenangriff, verbot aber offensive Operationen.

### Italienische Verstärkungen und Allianz mit Shewa
Am 2. Juni 1887 beschloss das italienische Parlament weitere 200.000.000 Lire für Truppen, Munition und Nachschub, die nach Massawa geschickt werden sollten. Im Laufe des Sommers wurde in Italien eine Expeditionstruppe von 20.000 Mann zusammengestellt. Sie traf im November in Massawa ein.
Da Yohannes geschwächt war, gingen Menelik von Shewa und König Tekle Haymanot von Gojjam ein Bündnis gegen ihn ein. Als Vergeltung ging der Kaiser Anfang August 1887 in Gojjam ein und verwüstete es.[16] Im folgenden Monat befahl er Menelik, die Kommunikation mit Assab über Aussa zu unterbinden. Daraufhin schickte Menelik sowohl an den Kaiser als auch an die Italiener Briefe, in denen er anbot, zu vermitteln, wie er es nach Dogali getan hatte.
Bereits Ende August 1887 hatte Menelik den italienischen Diplomaten Pietro Antonelli in Shewa empfangen, um ein Bündnis gegen Yohannes auszuhandeln. Italien forderte ein kleines Stück Land im Landesinneren, in dem es seine Truppen während des Sommers stationieren konnte. Antonelli gab Menelik auch die Rechtfertigung Italiens für eine Strafexpedition zur Rache an Dogali. Am 19. September schlug Antonelli einen Neutralitätsvertrag mit Shewa im Tausch gegen Munition vor. Ein Entwurf dieses Vertrags ist erhalten geblieben. Dennoch schrieb Yohannes Anfang Oktober 1887 an Matewos, Bischof von Schewa, der sich am Schewan-Hof auf dem Berg Entoto aufhielt, dass er entschlossen sei, gegen Italien in den Krieg zu ziehen.
Am 20. Oktober unterzeichnete Menelik jedoch einen geheimen Vertrag mit Antonelli, in dem er seine Neutralität im Gegenzug für Waffen garantierte. Innerhalb von sechs Monaten sollte er 5.000 Remington-Gewehre erhalten. In dem Vertrag verzichtete Italien auf jegliche Absicht, äthiopisches Gebiet zu annektieren.

### Feldzug von Ras Alula
Im September 1887 fiel Ras Alula Engida mit einer tigrayanischen Armee in Damot ein. Die tigrayanischen Häuptlinge nahmen in Abwesenheit ihrer Ras Kontakt zu den Italienern auf. Am 11. November 1887 traf Gerald Portal, der britische Konsul in Kairo, Alula in Asmara. Am 7. Dezember traf er dann Yohannes, der am Ashangi-See lagerte. Er übermittelte dem Kaiser die Meinung seiner Regierung, dass der Angriff auf die Sahati „ungerecht“ gewesen sei, und drängte darauf, Alula als Gouverneur von Mareb Mellash abzusetzen. Yohannes weigerte sich, den Italienern etwas zuzugestehen: „Wenn sie dort [in Massawa] ohne Sahati nicht leben können, dann lasst sie gehen“. Er verteidigte auch Ras Alula und sagte, dass „er kein Unrecht begangen hat; die Italiener kamen in die Provinz unter seiner Gouverneursherrschaft und er bekämpfte sie, so wie ihr [die Briten] die Abessinier [Äthiopier] bekämpfen würdet, wenn sie nach England kämen“.
Im Januar 1888 hatten die Italiener zwei Brigaden nach Dogali verlegt. Im Dezember 1887 hatte er Menelik befohlen, Wollo und Begemder zu bewachen, während Ras Mikael 25.000 Oromo-Kavalleristen nach Tigray brachte. Angesichts einer mahdistischen Invasion im Westen gab Yohannes seinen Feldzug im März auf. Paul Henze deutet an, dass „die persönliche Abneigung gegen den Islam und der Wunsch, die mahdistische Rebellion in Grenzen zu halten, ... bei seiner Entscheidung, dem Krieg gegen die Mahdisten Vorrang vor der Verteidigung gegen den italienischen Übergriff zu geben, Gewicht gehabt haben muss“. Im Februar–März 1888 marschierte Menelik auf Yohannes' Befehl mit seiner Armee nach Westen bis nach Gondar, um sie vor den Mahdisten zu verteidigen.
Nachdem Yohannes nicht mehr kämpfte, zog sich Alula Anfang April 1888 nach Asmara zurück und zog sich am 23. April nach Adwa zurück. Obwohl Asmara unverteidigt blieb, zogen die Italiener nicht weiter. Am 6. Februar 1889 besetzten sie Keren. Dejazmach Dabbab Araya, Gouverneur von Akele Guzay, besetzte Asmara am 9. Februar 1889 auf eigene Initiative.
Im Mai 1888 zog sich das italienische Expeditionskorps nach Norden zurück, da es an der Küste keine Fortschritte mehr machte.

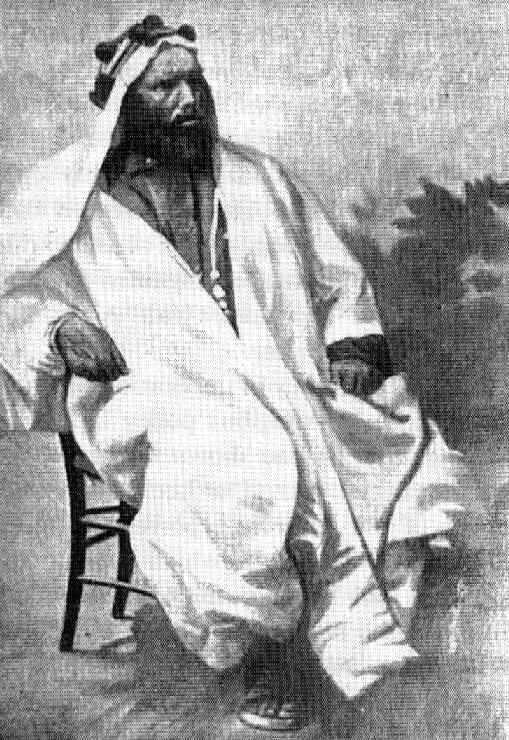
Fürst und General Ras Alula Engida (1887), Sieger der Schlacht
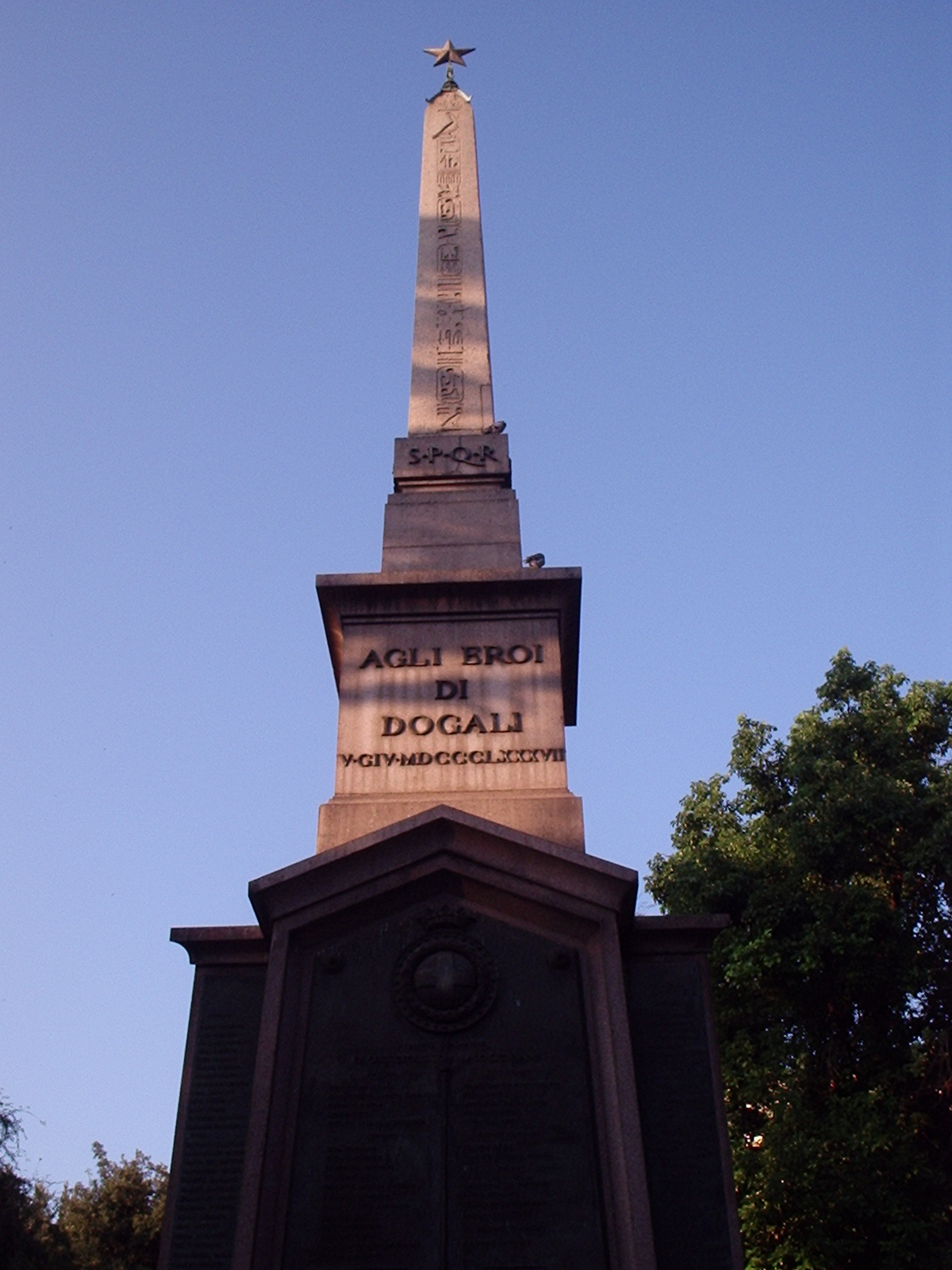
Der Dogali-Obelisk in Rom erinnert an die italienischen Gefallenen
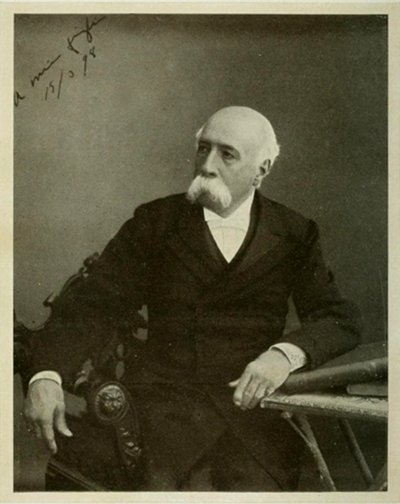
Francesco Crispi war der eigentliche Gewinner des verlorenen Krieges

## Vertrag von Uccialli (Wuchale)
In dem Vakuum, das nach dem Tod von Yohannes IV. in der Schlacht von Gallabat gegen die Mahdisten 1889 entstand, besetzte General Oreste Baratieri das Hochland entlang der eritreischen Küste, und Italien proklamierte die Gründung der neuen Kolonie Italienisches Eritrea. Der italienische Besitz von Meeresgebieten, die zuvor von Äthiopien beansprucht worden waren, wurde am 2. Mai 1889 mit der Unterzeichnung des Vertrags von Uccialli mit dem neuen Kaiser Menelik II. von Shewa formalisiert. Es war ein Kompromiss: Während Äthiopien auf dem Gebiet erfolgreich war, war es den Italienern gelungen, das Gebiet zu besetzen und sich geordnet zurückzuziehen. Menelik erkannte die italienische Besetzung der Ländereien seiner Rivalen Bogos, Hamasien, Akkele Guzay und Serae an, und zwar im Tausch gegen Garantien für finanzielle Unterstützung und den weiteren Zugang zu europäischen Waffen und Munition.

## Opfer
Beide Seiten mussten große Verluste hinnehmen. Quellen über die italienischen Verluste berichteten von 430 Toten bei Dogali und 1.000 in anderen Schlachten, während die Äthiopier 1.071 Tote bei Dogali und 400 in anderen Schlachten beklagen mussten. Insgesamt mussten die Italiener etwa 1.430 Tote und die Äthiopier etwa 1.471 Tote beklagen.